# أبجدية رسمية

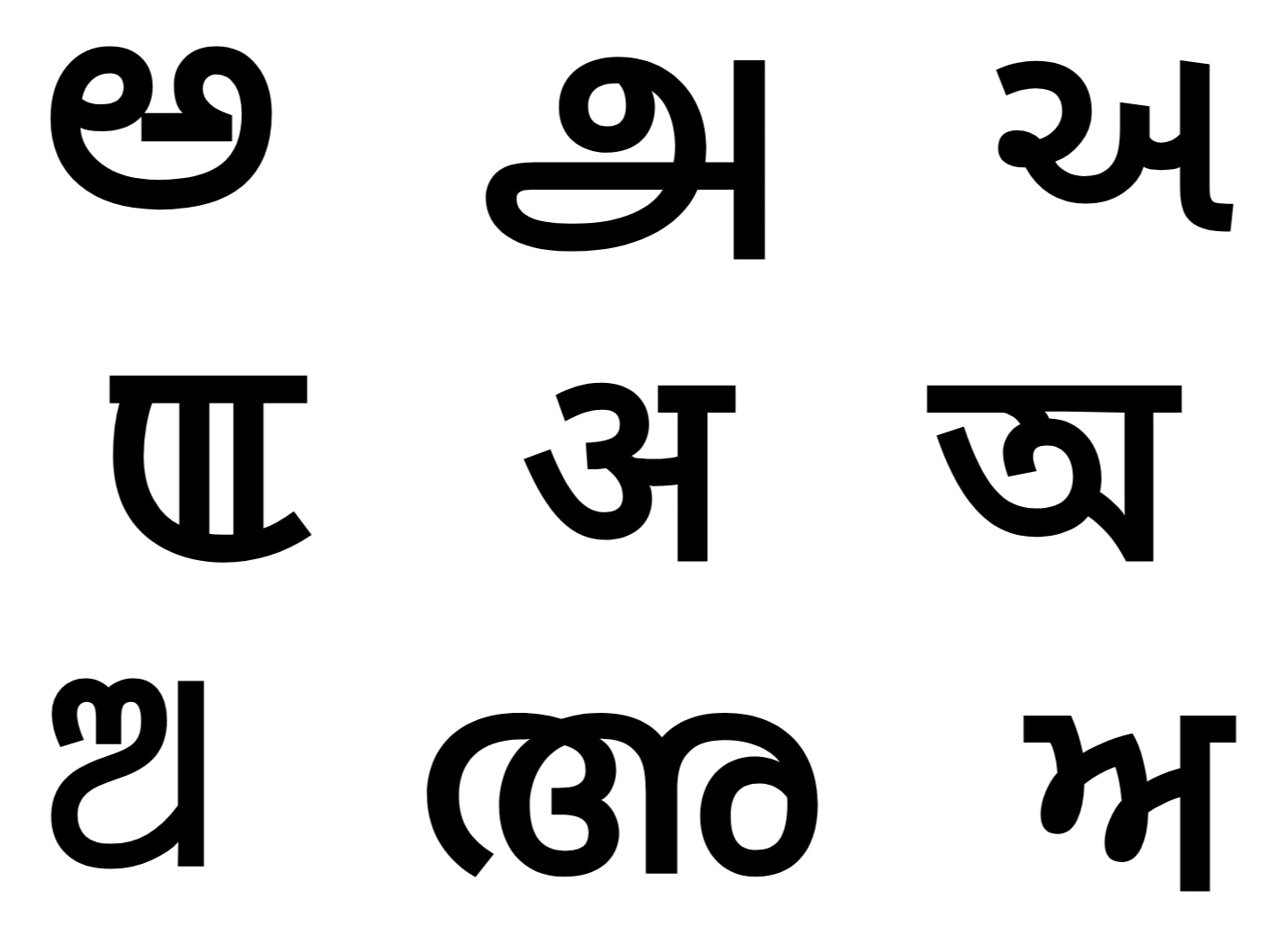
خطوط الرسمية الهندية المستخدمة في اللغات الرسمية للهند: (الصف العلوي: كانادا/تيلجو، تاميل، غوجاراتي؛ الصف الأوسط: مييتي، ديواناجاري، بنغالي/أسامي؛ الصف السفلي: أوديا، مالايالام، غورموكهي) هذه أمثلة للخطوط الرسمية.

الأبجدية الرسمية هي نظام كتابي للنصوص الرسمية وُضِعَ خصيصا ليكون النص الرسمي في دستور الدول أو القوانين المعمول بها في البلدان المختلفة، والدول المتعددة، والسلطات القضائية المتفرقة. 
وعادة ما تكون اللغة الرسمية في الكثير من البلدان، تستخدم الأبجدية الرسمية في المقام الأول في كتابة اللغة الرسمية لأي دولة أو نص. ويتم تعيين اللغة الرسمية إذا ما كانت لأي دولة لغتين أو أكثر من الأبجديات النصية. ويكون استخدام الأبجدية النصية في كثير من الأحيان لدلالات ثقافية أو سياسية معينة، وقد تتولد انتقادات في اعتماد الأبجدية الرسمية في بعض الأحيان، وذلك بسبب جود هدف للتأثير الثقافي أو السياسي أو كليهما معا.

## بعض البلدان التي تملك أبجدية رسمية
- أذربيجان - الأذربيجانية الأبجدية اللاتينية.[1][2]
- ناغورني-كاراباخ—الأرمينية الأبجدية.
- في البوسنة والهرسك:
- صربيا - السيريلية الأبجدية.[3]
- الصين - الصينية البسيطة.
- هونغ كونغ - الصينية التقليدية
- ماكاو - الصينية التقليدية.
- شينجيانغ - الأغورية.
- تايوان - الصينية التقليدية.
- كرواتيا - الكرواتية الأبجدية اللاتينية.[4]
- جورجيا - الجورجية الأبجدية.
- كازاخستان - السيريلية الأبجدية.
- المالديف - المولديفية الأبجدية اللاتينية.
- الجبل الأسود - الأبجدية السيريلية - الأبجدية اللاتينية.
- روسيا - الروسية الأبجدية السيريلية.
- صربيا - السيرلانية.
- تركيا - التركية الأبجدية اللاتينية.

في الاتحاد الفدرالي الروسي عينت رسميا الأبجدية السيريلية باعتبارها الأبجدية الرسمية في عام 2001، ونتج عن ذلك أن اللغات الرسمية لجمهوريات الاتحاد الفدرالي الروسي يجب أن تكون مكتوبة بالأبجدية السيريلية في جميع المؤسسات الرسمية والتعليم، في صربيا يمكن لجميع المؤسسات في الدولة أن تستخدم إما الأبجدية السيريلية أو الأبجدية اللاتينية في اللغة الصربية، ولكن الأبجدية السيريلية هي الأبجدية الرسمية للدولة.